# Jiříkovice
Jiříkovice (v místním nářečí Jořikovice) jsou obec v okrese Brno-venkov v Jihomoravském kraji. Rozkládají se v Dyjsko-svrateckém úvalu, 2 km východně od Šlapanic. Žije zde 983 obyvatel.

## Historie
První písemná zmínka o obci pochází z roku 1264, kdy olomoucký biskup Bruno ze Schauenburku věnoval část vsi Konrádovi de Huczária. V letech 1986–1990 byly Jiříkovice součástí Šlapanic.

## Obyvatelstvo
Na počátku 17. století měla obec 29 domů, po třicetileté válce bylo 16 z nich pustých. V roce 1790 měla obec 40 domů a 302 obyvatel, roku 1834 58 domů a 393 obyvatel.
| 1869 | 1880 | 1890 | 1900 | 1910 | 1921 | 1930 | 1950 | 1961 | 1970 | 1980 | 1991 | 2001 | 2011 |
| ---- | ---- | ---- | ---- | ---- | ---- | ---- | ---- | ---- | ---- | ---- | ---- | ---- | ---- |
| 454  | 423  | 525  | 574  | 630  | 705  | 778  | 752  | 810  | 815  | 795  | 808  | 869  | 868  |

## Pamětihodnosti
- Panský dvůr na návsi, bývalá pevnost a vojenský lazaret
- Zvonice na návsi se sochou Panny Marie
- Železný kříž u hrobu padlých vojáků z bitvy u Slavkova na severním okraji vsi
- Pomník obětem válečných let 1805 a 1809 a Norbertu Brassinnovi
- Hasičská zbrojnice se sochou svatého Floriána
- Strom přátelství vysazený k 200. výročí bitvy u Slavkova[7]

Obcí vede naučná stezka Bitva tří císařů.

## Osobnosti
- Jan Daněk (1805–1862), rolník a politik, poslanec zemského sněmu
- Barbora Markéta Eliášová (1874–1957), cestovatelka a spisovatelka[8]
- Josef Poulík (1910–1998), archeolog
- Bohuslav Buček (1913–2000), houslař[9]
- Raimund Ondráček (1913–2011) malíř, grafik, restaurátor, čestný občan Jiříkovic[10]
- Miroslav Liškutín (1919–2018), letec RAF

## Galerie

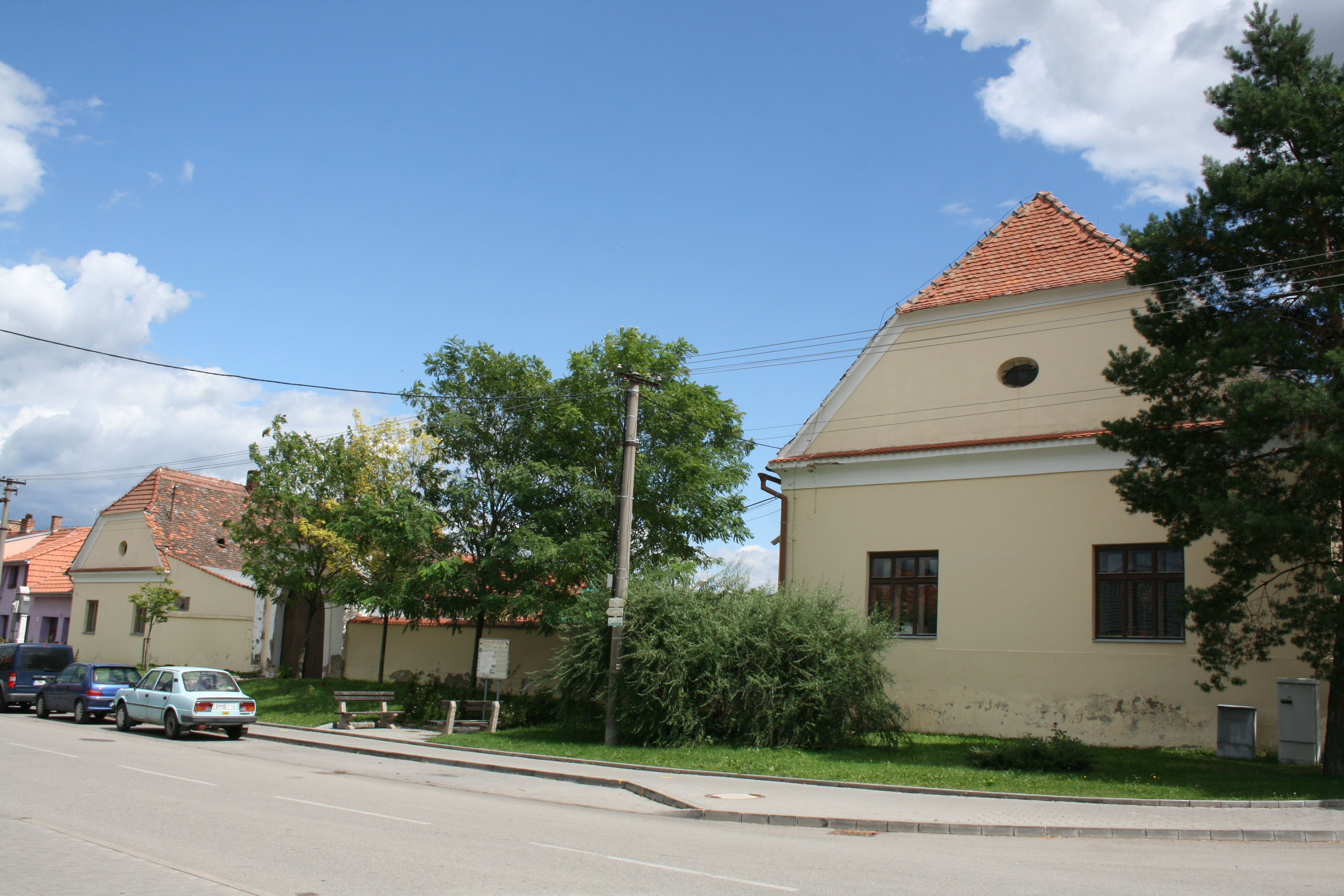
Panský dvůr na návsi
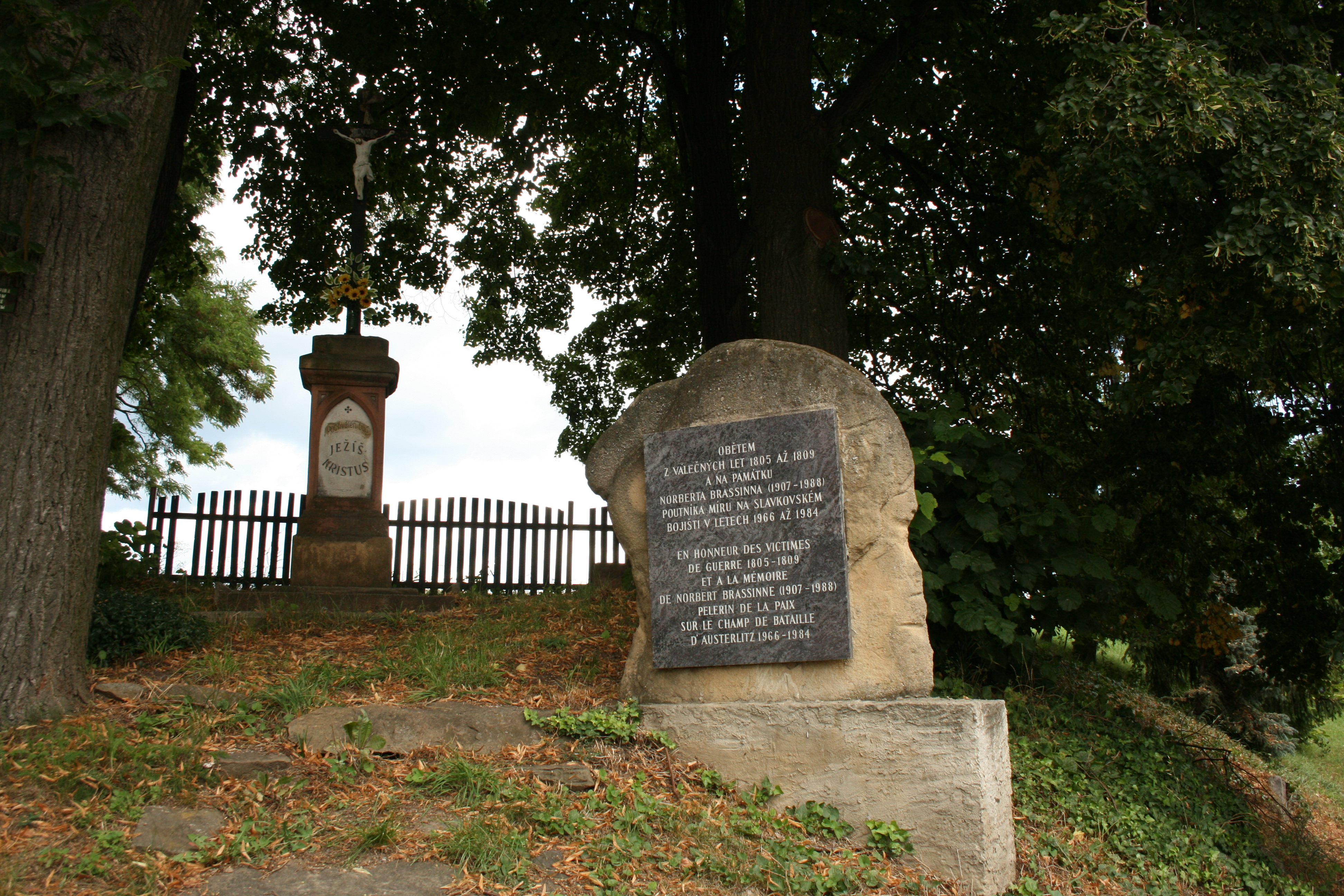
Železný kříž a pomník obětem válečných let 1805 až 1809 a Norbertu Brassinnovi
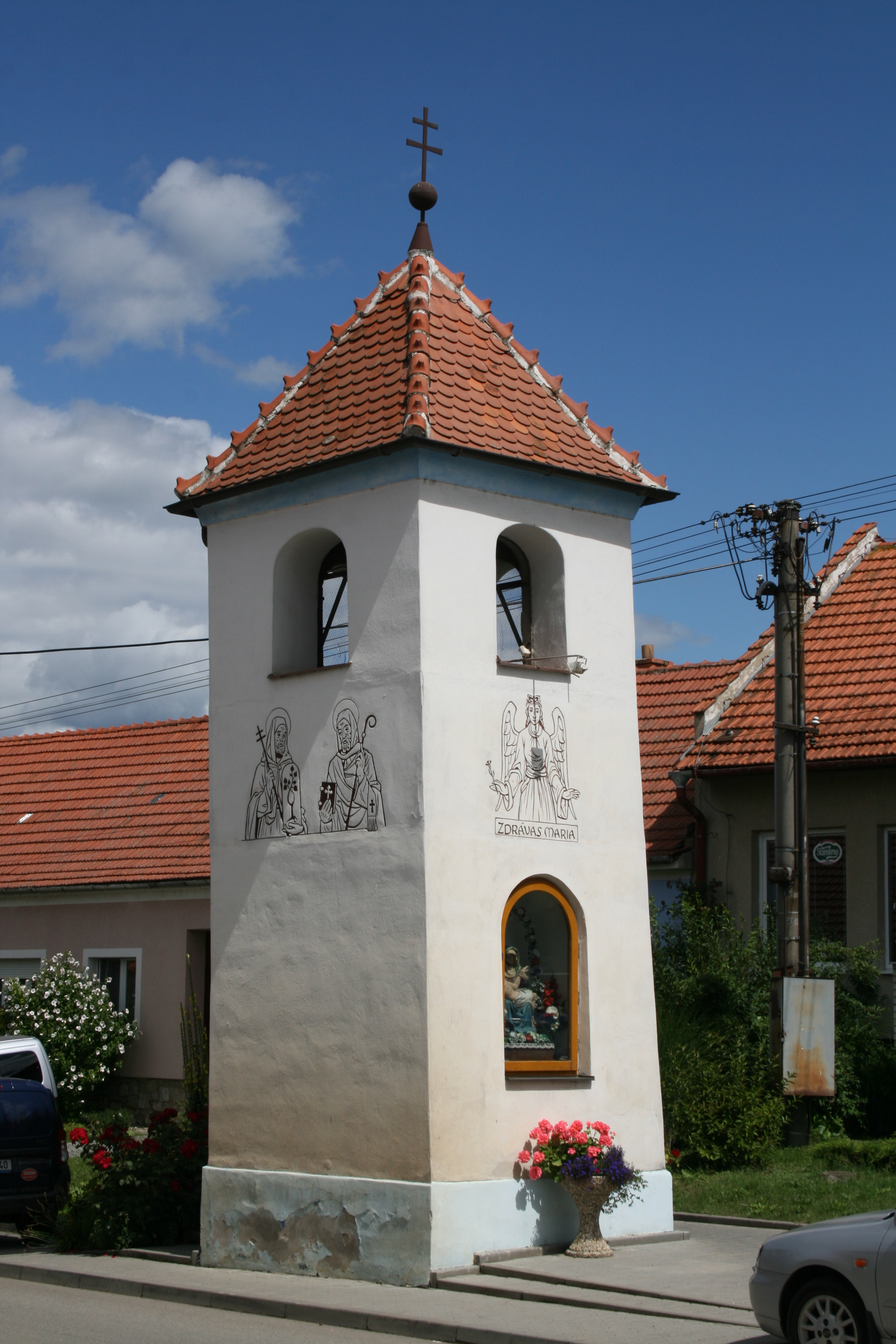
Zvonice na návsi